# 1570.
1570. je osmo desetletje v 16. stoletju med letoma 1570 in 1579. 